# アールディーミュージック
株式会社アールディーミュージックは、黒澤直也が事業拡大のために2011年9月に設立した日本の企業。芸能プロダクションと音楽プロダクションの機能を持ち、音楽を中心にしたエンターテインメントを提供。

## 概要
2011年に音楽プロデューサーの黒澤直也が事業拡大のために設立。映画『地球防衛ガールズP9』の音楽や栃木発信のご当地アイドル「とちおとめ25
」のプロデュースを手がける。翌12年からは、全レッスン公開型アイドルユニット「フラップガールズスクール」を立ち上げプロデュースを開始。主にプロデュース、楽曲提供、マネージメントを中心に展開している。
卓越した輝きを放つ、魅力あふれるコンテンツ創りを追求し、音楽を軸にしたエンターテインメントを提供し続けることを目指す。
事業内容
- 音楽ソフト及び映像ソフトの企画、制作、販売
- アーティスト、ミュージシャン、タレントの勧誘、管理、育成
- イベントの企画、制作、運営
- 音楽ソフト、映像ソフト、アーティスト、ミュージック、タレント、イベントに関連する各種商品の企画、制作、販売
- 前各号に付帯関連する一切の事業

## 所属ユニット
- FLAPSTAR
- フラップガールズスクール

## 所属タレント
- 来栖沙奈(FLAPSTAR)
- 百瀬葉ノ(FLAPSTAR)
- 茉尾百合菜(FLAPSTAR)
- 真城はあと(FLAPSTAR)
- 望月美兎(FLAPSTAR)

## プロデュースユニット
- とちおとめ25（2011.12〜）
- SPACE GIRLS PLANET（2012.5〜2013.12）

## 過去の所属タレント
- 滝口ちさ
- 椎名ありさ
- 鈴木千尋
- 高野千絵
- 青山玲奈
- 横山未蘭
- 佐藤優香
- 道江幸子
- 坂本マリア
- 赤津杏子
- 齋藤雛乃

## 男性アイドル(REVOYZ)
- 神谷颯摩(池田 颯)
- 佐久間亮太
- 一迫雅人
- 高橋純平
- 髙田涼介